# Bahía de Sepetiba

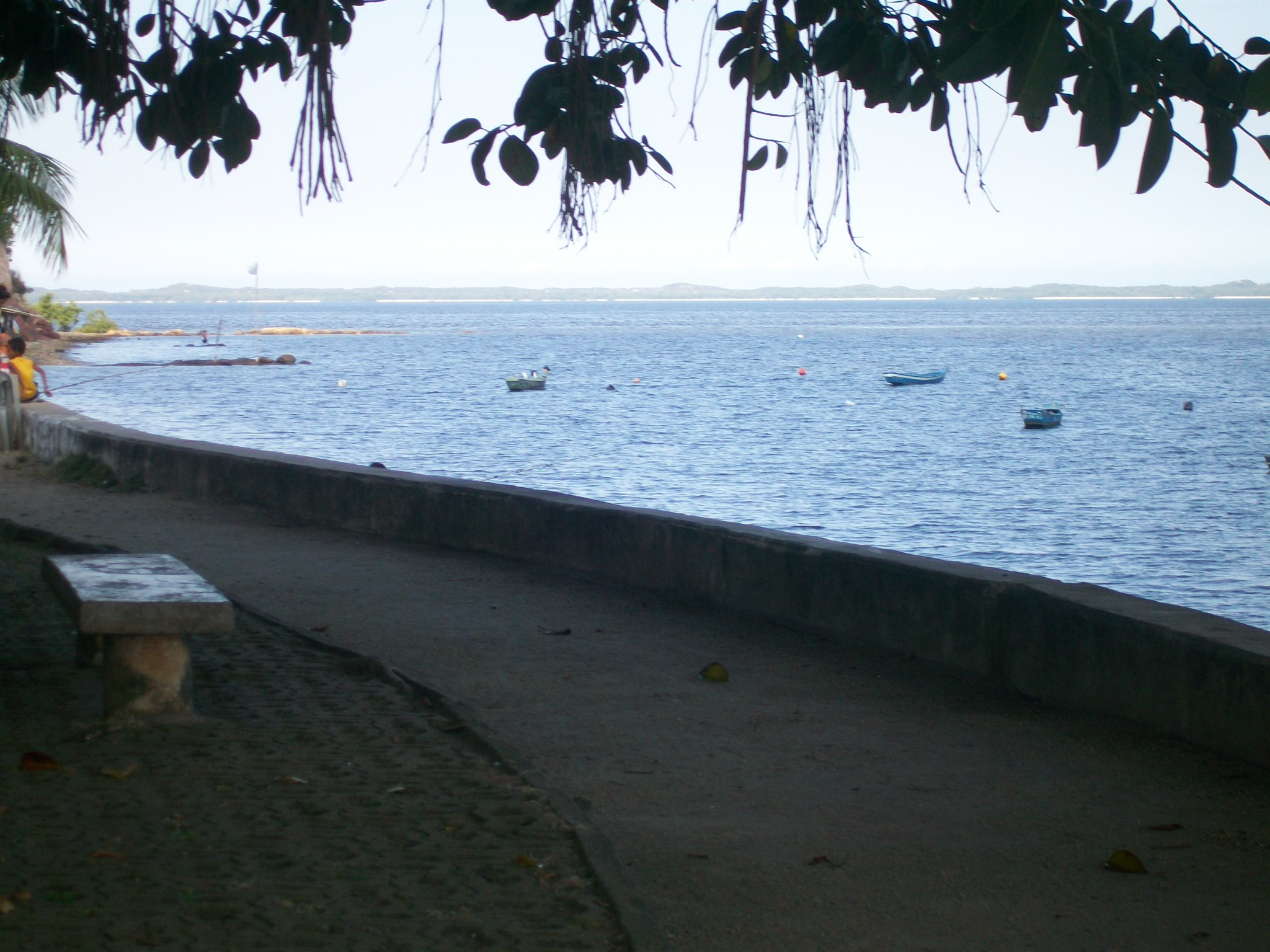
La bahía de Sepetiba, en el barrio Sepetiba, Río de Janeiro.

La bahía de Sepetiba es una bahía del litoral brasileño del estado de Río de Janeiro.

Con aproximadamente 305 km² de área, limita al nordeste con la sierra del Mar, al norte con la sierra de Madureira, a sudeste con el macizo de la Piedra Blanca y al sur por la restinga de la Marambaia. Es un cuerpo de aguas salinas y salobres.